# Menipa
Menipa är en bergstopp i Antarktis. Den ligger i Östantarktis. Norge gör anspråk på området. Toppen på Menipa är 2 228 meter över havet.
Terrängen runt Menipa är kuperad österut, men västerut är den platt. Trakten är obefolkad. 